# Schwarzula coccidophila
Schwarzula coccidophila là một loài Hymenoptera trong họ Apidae. Loài này được Camargo & Pedro mô tả khoa học năm 2002.